# Metoda FIFO
FIFO je zkratka anglického sousloví First In, First Out, což se do češtiny zpravidla překládá jako první dovnitř, první ven. V praxi se lze s touto metodou setkat např. v účetnictví, a to při účtování o skladových zásobách. Někdy se používá také termín „fronta“ (queue). Opakem FIFO je LIFO (Last In, First Out), kde se používá termín „zásobník“, analogicky se zbraňovým zásobníkem, kde první vložený náboj je posledním vystřeleným.
V informačních technologiích je tento princip praktikován například v databázových systémech. Klient zasílá požadavky na databázový server, kde jsou procesem „dispatcher“ zařazovány do fronty k vyřízení právě podle principu FIFO – tedy první požadavek ve frontě je vyřízen nejdříve, poté druhý atd.
Preppeři tuto metodu užívají při rotaci zásob potravin a dalších užitečných věcí s omezenou dobou použitelnosti, které je zapotřebí pravidelně obměňovat, aby se nezkazily. Tedy nakupují konzervy, mouku, cukr a další potraviny. To, co právě přinesli z obchodu, dávají dozadu a do kuchyně ze skladu následně přinesou tu nejstarší konzervu, pytlík mouky, cukru apod.